# Attera Totus Sanctus
Attera Totus Sanctus (traducción errónea al latín de "Destruir Todo lo Santo") es el cuarto álbum de estudio de Dark Funeral. Fue lanzado el 24 de octubre de 2005 en Europa por Regain Records, y el 29 de noviembre de ese mismo año en los Estados Unidos por Candlelight Records USA producido por Daniel Bergstrand, este es el primer álbum lanzado con este nuevo productor y el segundo con su nueva discográfica por Europa con la cual realizaron anteriormente el álbum De Profundis Clamavi Ad Te Domine, este álbum entró en varias listas de su país natal, también en este se puede ver a un bajista que solo fue usado para las sesiones de este álbum ya que para las presentaciones en vivo y para el estudio desde el 2005 el actual bajista es B -Force.

## Errores gramaticales
De manera extraña, el título en latín del álbum contiene un error gramatical. El término 'Totus Sanctus' parece referirse a cualquier 'persona santa' o cualquier objeto 'santo' el cual esté asociado con el género gramatical masculino. Siendo el objeto directo del verbo imperativo 'Attera,' 'Totus Sanctus' sería escrito más correctamente 'Totum Sanctum.' En adición, la canción 'Atrum Regina' podría ser titulada más apropiadamente 'Atra Regina,' ya que 'Regina' es un sustantivo femenino singular, y la terminación -um de Atrum correspondería a un sustantivo neutro, no a uno femenino.

## Posiciones en las listas
La misma semana en el que salió el álbum debutó en la posición 35 de la lista de álbumes de Suecia, 10 lugares menos que con su anterior álbum, Diabolis Interium. También entró en las listas de álbumes de heavy metal en Suecia llegando al puesto 3. Pero sin duda la lista más importante en la que han entrado es el Billboard estadounidense, convirtiéndose en la segunda banda de black metal, tras Dimmu Borgir que logra entrar.
| Año  | Álbum                | Lista                                             | Posición |
| ---- | -------------------- | ------------------------------------------------- | -------- |
| 2005 | Attera Totus Sanctus | Lista oficial de álbumes en Suecia                | N.º 35   |
| 2005 | Attera Totus Sanctus | Lista oficial de álbumes de heavy metal en Suecia | N.º 3    |

## Críticas
El álbum fue bien recibido por los fanes que aunque muchos piensan que con este álbum se volvieron más comerciales, hubo varias críticas malas que le bajaron puntos al álbum por el cambio en la voz de Calígula ya que muchos de los críticos, explicaban en sus críticas que en este álbum Calígula usa una voz casi igual a la del género usada en el death metal, a pesar de algunas malas críticas el álbum fue bien recibido por las reseñas.
Allmusic recomendando el álbum y hablando del pasado de Dark Funeral comparando este con The Secrets Of The Black Arts, también Chronicles of Chaos dándole un puntaje de 8.5 focalizándose en el tema de la velocidad y satanismo de las canciones. The Metal Circus le dio un puntaje de 8.6, diciendo lo siguiente en una parte de su reseña " otro disco 100% Dark Funeral, con todo lo que ello implica: blast beats por doquier, rascados continuos a velocidad de vértigo, una avalancha de acordes en tonos menores y voces salidas del inframundo más putrefacto".
La voz también fue puesta como el cambio de Dark Funeral alrededor de los años en las críticas que hizo Spirit Of Metal diciendo en su reseña: This album is certainly for an admirer of fast, raw and aggressive music, and will be remembered as a black metal masterpiece…. "fast, raw, great and aggressive," this is how mighty Dark Funeral will be remembered! (en español Este álbum es sin duda para un admirador de la música rápida, cruda y agresiva, y será recordado como una obra maestra del black metal…. "Rápido, crudo, genial y agresivo", ¡así es como se recordará al poderoso Dark Funeral!).

## Letras
Al ser una banda de black metal, es una costumbre que bandas como Dark Funeral todas sus letras hablen de la adoración a Satán o al demonio, pero en esta ocasión las letras blasfemas en este álbum no son todas como es acostumbradas poner en los otros álbumes, ya que si bien la mayoría de los álbumes de Dark Funeral solo hablan del diablo al igual que sus portadas, este tiene canción como Atrum Regina, Final Ritual y Feed On Mortals, estas se diferenciar porque estas letras no tiene un contenido satánico como las otras, la canción Atrum Regina al parecer está dedicada a una mujer que no es real, la canción Feed On Mortals no habla de ninguna aparición del demonio sino habla de que un hombre tiene la maldición de ser la muerte y tener que matar a sus seres queridos y la canción Final Ritual habla de las últimas horas de un hombre antes de morir. Hasta ahora este es el único álbum de Dark Funeral en el cual algunas canciones no tienen contenido satánico.

## Canciones

### King Antichrist
King Antichrist es la primera canción de Attera Totus Sanctus, como lo dice el título en español Rey Anticristo habla de este, en un principio habla del nacimiento del rey anticristo, refiriéndose a que este nacerá en el pecado, también la canción habla de los hechos ocurridos después de la aparición del anticristo hablando de que los pecados ahora serán glorificados y la destrucción de Jerusalén, una de las oraciones en las que habla del pecado del hombre es cuando este dice "Sin pie de la belleza, el pecado viene de la vida". En esta canción también se refiere a la forma en la que vive una persona si sigue viviendo del pecado y que pasara con los hombres y mujeres después de esta aparición del anticristo.

### 666 Voices Inside
666 Voices Inside es el título de la segunda canción que se le decidió dar por el hecho de los demonios del pecado adentro nuestro, la primera parte de la canción habla sobre la transformación de un hombre cuando este se vuelve loco y se transforma en una bestia por las voces que escucha adentro, la segunda parte pasa por la etapa de suicidio que él tiene que realizar para que esas voces paren adentro de él, en esta se puede ver la oración "Los cientos de voces dentro de mi cabeza, Van a parar sólo el día estoy muerto", la tercera y última parte de la canción es en la que él dice escuchar demonios adentro suyo que le dicen cuando van a morir las personas "666 demonios dentro, que escuche a alegrarse cuando alguien muere", esta es la etapa final cuando muere la persona con las voces en su cabeza.

### Attera Totus Sanctus
Attera Totus Sanctus es la tercera canción del álbum y fue esta la que causó que Dark Funeral no pudiera tocar en Polonia por prohibición del presidente de ese mismo país, en español esta canción tiene por significado "Destruye todo lo santo" (también es el título del álbum), esta canción habla de una persona que nace sin pecado y que le han dado a elegir el infierno y el cielo, este elige el cielo y después este toca el tema sobre la forma de vivir tras las mentiras y sobre el pecado, también describe a la persona hablando de lo que lo rodea, refiriéndose al mal con tormentas, también una de las oraciones que tiene la canción es acerca de la libertad representándolo al diablo al decir "Yo he optado por el diablo, porque me gusta ser libre".

### Godhate
Godhate es la cuarta canción del álbum y en si la letra es repetitiva en lo que habla, esta trata de la forma en la que Jesús empieza a profetizar, habla de él como un prisionero que se llamó a sí mismo el rey de los judíos pero que este no tenía una corona sino una esperanza de que una persona imaginaria la salve de esa prisión y al mismo tiempo cuenta la historia de otra persona que lo odia y que desprecia a este hombre, tal es el odio que este le dice a las personas que siguen a este hombre Culpables, culpables! Usted va a morir por su cruz, entre los otros ladrones", también habla de las creencias que tenían las personas en ese hombre cuando dice "Aún cegados por la estupidez, en la creencia de que Cristo Pasea por las calles de Jerusalén".

### Atrum Regina
Atrum Regina es la quinta canción y es la más conocida por los nuevos fanes ya que es la única canción lenta que ha hecho Dark Funeral en toda su carrera, esta canción trata de un hombre que habla de una mujer que él ama y que la llama reina nocturna ya que nunca la puede ver, este desea y sueña con ella pero nunca la logra encontrar, esta es la única canción que ha escrito Dark Funeral que tiene una letra referida al amor, la letra habla de la mujer, la describe en toda forma y habla también de como él la adora lo que el realizará si la encuentra como en la oración "Así que cierra tus ojos Mi Amor, bebe mi esencia, y por siempre mía serás", en la letra de la canción en una de las oraciones que dice "Ahora se levanta en frente de mí. Como deseo entrarte, de lujuria insaciable. ¿Es esto un sueño o es esto real?" esta persona que la busca no sabe si es real.

### Angel Flesh Impaled
Angel Flesh Impaled es la sexta canción y esta se compone por tres partes, la primera es la comienza con la llegada de la guerra de los ángeles y los demonios, esta habla del primer ataque que dio dios al infierno, y que este ataque despertó a los trece jefes militares del infierno, la segunda parte de la canción habla de la guerra en esta parte habla de la muerte de los ángeles por la causa de los demonios y acontecimientos futuros sobre cuando la tierra es cubierta por la sangre de los ángeles, la tercera y última parte de la canción, comienza con el fin de la guerra cuando los ángeles están muertos y la libertad del pecado reina, también en una de las oraciones de la canción habla de 1000 años de oscuridad cuando dice "El sol nunca se levantará, oscuridad gobernará supremo. Nuestro trono legítimo reclamado, 1000 años a partir de este día".

### Feed On The Mortals
Feed On The Mortals es la séptima y anteúltima canción que por si la letra de la canción habla de la muerte, esta canción trata de como la muerte se lleva la vida de las personas y de como esta persona llamada muere no quiere matar más y tiene un parecido a la canción 666 voices inside ya que la única forma de que él se salve esta maldición es de que él cause su propia muerte, la muerte en la canción es representada de varias formas como en esta oración Cuando los rayos de la luz de la luna despierta mí, Tomo la palabra de mi tumba. A la caza de un nuevo vuelo a través de la sangre el cielo de la noche, Transportadas por los vientos y en todas partes me voy, La muerte seguirá. Esta es la única canción de Dark Funeral en este álbum que no contiene una temática satánica ya que si bien la muerte no hace ni el mal ni el bien según la letra de esta canción, al final de la canción esta persona nunca puede destruir esta maldición.

### Final Ritual
Final Ritual es la octava y última canción del álbum Attera Totus Sanctus y tiene por temática, un hombre que está a punto de morir, esta canción trata de las últimas horas antes de que esta muera y lo que tiene que realizar para que cuando se muera los demonios lo lleven al infierno, la última parte de la canción es el final del ritual y es lo que tiene que decir antes de que se muera para que lo lleven al infierno es "Te ofrezco, mi carne y sangre. Guía de mí a través de las puertas. Donación a mí, la vida eterna. El sacrificio supremo" es el final de la vida de esta persona que ha pasado por tanto su vida. Las canciones de este álbum de Dark Funeral podrían ser tomadas como una historia si no fuera por las canciones Atrum Regina o Feed On Mortals.

## Lista de canciones
| N.º | Nombre                                                                                | Duración |
| --- | ------------------------------------------------------------------------------------- | -------- |
| 1.  | "King Atichrist" Escritor: Emperor Magus Caligula Música: Lord Ahriman                | 04:39    |
| 2.  | "666 Voices Inside" Escritor:Emperor Magus Caligula Música: Lord Ahriman y Chaq Mol   | 04:38    |
| 3.  | "Attera Totus Sanctus" Escritor: Emperor Magus Caligula Música: Lord Ahriman          | 05:37    |
| 4.  | "Godhate" Escritor: Emperor Magus Caligula Música: Lord Ahriman, Chaq Mol             | 05:06    |
| 5.  | "Atrum Regina" Escritor: Emperor Magus Caligula Música:Lord Ahriman                   | 05:33    |
| 6.  | "Angel Flesh Impaled" Escritor: Emperor Magus Caligula Música: Lord Ahriman           | 05:53    |
| 7.  | "Feed on the Mortals" Escritor: Emperor Magus Caligula Música: Lord Ahriman, Chaq Mol | 05:41    |
| 8.  | "Final Ritual" Escritor: Emperor Magus Caligula Música: Lord Ahriman                  | 05:44    |

### Canciones bonus (versión Japón)
| N.º | Nombre                                                                              | Duración |
| --- | ----------------------------------------------------------------------------------- | -------- |
| 9.  | "Atrum Regina (Instrumental)" Escritor: Emperor Magus Caligula Música: Lord Ahriman | 04:39    |
| 10. | "Open The Gates (Versión 2005)" Música y Letra: Lord Ahriman y Blackmoon            | 04:38    |

## Créditos
- Lord Ahriman - Guitarra principal
- Emperor Magus Caligula Calígula - Voz
- Matte Modin - Batería
- Chaq Mol - Guitarra rítmica
- Gustaf Hielm (solo sección) - Bajo